# Lonlay-le-Tesson
Lonlay-le-Tesson település Franciaországban, Orne megyében. Lakosainak száma 229 fő (2022. január 1.). Lonlay-le-Tesson Lignou, Faverolles, Le Grais, Le Ménil-de-Briouze és Les Monts-d'Andaine községekkel határos.

## Népesség
A település népességének változása:
| Lakosok száma | 249  | 229  | 228  | 222  | 225  | 228  | 231  | 230  | 229  |
|               | 2013 | 2015 | 2016 | 2017 | 2018 | 2019 | 2020 | 2021 | 2022 |